# 박정규 (1905년)
박정규(朴井圭, 1905년 ~ 별세)는 대한민국의 정치인이다. 제2대 국회의원을 지냈다.

## 약력
- 일본 와세다 대학 법과 졸업
- 국민회 백전면 지부장
- 거창사건 조사위원
- 제2대 국회의원

## 역대 선거 결과
|  | 19.84% |

|  | 30.37% |

## 참고자료
- 박정규 - 대한민국헌정회